# Coniophora hanoiensis
Coniophora hanoiensis är en svampart som beskrevs av Pat. 1907. Coniophora hanoiensis ingår i släktet Coniophora och familjen Coniophoraceae.   Inga underarter finns listade i Catalogue of Life.